# Jacob van Rijs
Jacob van Rijs (Amsterdam, 22 marzo 1965) è un architetto olandese, uno dei tre fondatori dello studio MVRDV di Rotterdam insieme a Winy Maas e Nathalie de Vries.
Prima della fondazione di MVRDV lavorava presso l'Office for Metropolitan Architecture (OMA).
Si è laureato presso l'Università tecnica di Delft. È docente presso scuole e istituzioni in tutto il mondo: l'Università tecnica di Delft, l'Accademia di architettura di Amsterdam, l'Accademia di architettura di Rotterdam, l'Architectural Association School of Architecture di Londra, la Cooper Union di New York, la Rice University in Texas, la ETSAM di Madrid e l'Università di Barcellona.